# Laxenecera auricomata
Laxenecera auricomata är en tvåvingeart som beskrevs av Hermann 1919. Laxenecera auricomata ingår i släktet Laxenecera och familjen rovflugor. Inga underarter finns listade i Catalogue of Life.